# ウェイティング
「ウェイティング」（Wating）は、アメリカのロックバンド、グリーン・デイの楽曲。バンドの6枚目のアルバム『ウォーニング』に収録。アルバムからサードシングルとしてカットされた。
作詞はビリー・ジョー・アームストロング、作曲はグリーン・デイ。

## 概要
ビリーによる歪んだエレキギター、トレ・クールによるドラム、マイク・ダーントによるベースによるバンドサウンドで演奏される。バンドのコンピレーション・アルバム『インターナショナル・スーパーヒッツ!』にも収録されている。
この曲には、プロモーション・ビデオが制作され、DVD『インターナショナル・スーパーヒッツ・ビデオ!』で視聴できる。

## 日本盤収録曲
1. ウェイティング - "Waiting"
2. メイシーズ・デイ・パレード - "Macy's Day Parade" （ライヴ）
3. バスケット・ケース - "Basket Case" （ライヴ）